# 林春生
林 春生（はやし はるお、1937年8月18日 - 1995年2月28日）は、日本の作詞家、テレビプロデューサー。
本名：林良三。島根県大田市出身。
テレビ番組制作の際は本名の「林良三」を、作詞家としての活動の際はペンネームである「林春生」を使用していた。
作曲家すぎやまこういちの妹と結婚し、すぎやまは義兄に当たる。

## 経歴
島根県立邇摩高等学校から島根県立松江高等学校（現：島根県立松江北高等学校）に転校し卒業後、1956年、法政大学文学部に入学。
在学中にニッポン放送でアルバイトをしながら、1960年、卒業と同時にフジテレビに入社。
フジテレビでは『ザ・ヒットパレード』『新春かくし芸大会』『ミュージックフェア』『リブ・ヤング!』等の番組でディレクター・プロデューサーとして活動した。
そのかたわらで、『ザ・ヒットパレード』のディレクターだったすぎやまこういちから作詞を勧められ、「京都の恋」「雨の御堂筋」「ひまわりの小径」などのヒット曲や、国民的アニメ『サザエさん』の主題歌、手塚治虫原作の『海のトリトン』の主題歌、永井豪の『鋼鉄ジーグ』の主題歌など、数多くの楽曲を作詞した。
1976年にフジテレビを退職し、千代田企画に移籍。同社ではチーフディレクター、プロデューサーとして、『三波伸介の凸凹大学校』『アイ・アイゲーム』『TVプレイバック』『クイズ!早くイッてよ』等を制作した。
1995年2月28日に肝臓がんの為、死去。57歳没。
2019年、妻の林日南子が思い出を綴ったエッセイ『お日さまも笑ってる 今日もいい天気』（文芸社）を出版した。
2022年、出身地の大田市に功績を紹介するサザエさんのイラスト入りの看板が設置された。

## 主な楽曲
- 浅田美代子「想い出のカフェテラス」
- いしだあゆみ「夢でいいから」- ※ 林春生の作詞家としてのデビュー作。「太陽は泣いている」のカップリング（B面）曲（のちに表題曲に昇格）
以下の歌手がカバーしている：　伊東ゆかり、可愛和美、中島まゆこ、南沙織、麻丘めぐみ、小林麻美、浅田美代子、上野未来
- 五十嵐じゅん「愛のシーズン」
- 欧陽菲菲「雨の御堂筋」
- おニャン子クラブ「夢の花束」
- キャンディーズ「ハート泥棒」
- 小柳ルミ子「黄昏の街」
- ジャッキー吉川とブルー・コメッツ「雨の晩夏」
- チェリッシュ「だからわたしは北国へ」「ひまわりの小径」「避暑地の恋」「白いギター」「ふたりの急行列車」「渚のささやき」「恋の風車」「愛の終末」「哀愁のレイン・レイン」「絵日記」「千羽鶴」「夕映えの恋人達」「海の見える部屋」「色のない雨」
- 渚ゆう子「京都の恋」「京都慕情」「さいはて慕情」「長崎慕情」
- ポップコーン「ブルーロマンス薬局」
- 森進一「旅路のはてに」

### ドラマ
- スターウルフ「青春の旅立ち」、「さすらいのスターウルフ」（ヒデ夕樹）
- 影同心「風の女」（朝月愛）

### アニメ
※ 特記のない楽曲はオープニングテーマ、またはエンディングテーマ、★が付与された楽曲は挿入歌
- サザエさん「サザエさん」「サザエさん一家」（宇野ゆう子）
- ばくはつ五郎「青空学園校歌」★「青空学園応援歌」★（ザ・ワンダース）
- 海のトリトン「Go!Go!トリトン」（秀夕樹・杉並児童合唱団）
- 鋼鉄ジーグ「鋼鉄ジーグのうた」（水木一郎・こおろぎ'73）

### 校歌
- 大田市立大屋小学校（母校、義兄のすぎやまこういちが作曲）※1992年に久利小と統合し久屋小学校となり廃校
- 大田市立久屋小学校